# Äventjärnen
Äventjärnen är en sjö i Älvdalens kommun i Dalarna och ingår i Dalälvens huvudavrinningsområde. Sjön har en area på 0,203 kvadratkilometer och ligger 796,7 meter över havet. Vid provfiske har elritsa, gädda, lake och öring fångats i sjön.

## Delavrinningsområde
Äventjärnen ingår i det delavrinningsområde (684527-131838) som SMHI kallar för Utloppet av Äventjärnen. Medelhöjden är 817 meter över havet och ytan är 1,02 kvadratkilometer. Det finns inga avrinningsområden uppströms utan avrinningsområdet är högsta punkten. Vattendraget som avvattnar avrinningsområdet har biflödesordning 4, vilket innebär att vattnet flödar genom totalt 4 vattendrag innan det når havet efter 558 kilometer. Avrinningsområdet består mestadels av skog (81 procent). Avrinningsområdet har 0,2 kvadratkilometer vattenytor vilket ger det en sjöprocent på 19,4 procent.